# マンガ日本経済入門
『マンガ日本経済入門』（マンガにほんけいざいにゅうもん）は、1986年11月に日本経済新聞社から出版された石ノ森章太郎作の経済学習漫画。
第33回（昭和62年度）小学館漫画賞と第17回(1988年)日本漫画家協会賞大賞の受賞作で、アニメ化もされた。

## 漫画
全4巻で、全巻ハードカバーの描き下ろし。発行部数は全4巻通計で200万部。1巻から3巻の合計で1987年の年間ベストセラーの4位を記録し、学習漫画は子供向けというそれまでの常識を覆す大人向けの学習漫画という新ジャンルを開拓して出版界のトピックにもなった。本作のヒットに便乗して、様々な事象を解説する大人向けの情報漫画や解説漫画が発売される流行も生じた。
各巻ごとに独立した設定で扱う主題も登場人物も異なる。『マンガ日本経済入門』では商社マン、以下各巻では銀行員、国際会計事務所の会計士、経済企画庁の官僚と国会議員らを中心に話が展開する。
石ノ森は当初乗り気ではなく作画は広井てつおが代筆したが、1巻が予想外のヒットを飛ばしたことで2巻からは石ノ森が描いている。だが、石ノ森が担当したのは人物のペン入れのみで仕上げはプロアマ問わず集められた臨時のアシスタントの手によって行われた。石ノ森は完成した原稿の出来が気に入らず「今回のスタッフ最低だな」と酷評したという。

## テレビアニメ版
企画・製作はナック。1987年10月13日から翌年3月29日まで、テレビ東京系列にて放送された。全25話。
なお、本作は、火曜夜10(22)時からの30分番組として放送された。当時、地上波キー局の本放送で夜10(22)時台のアニメーション番組は、『ノンフィクションアワー・日本誕生』（日本テレビ、1970年）や『花の係長』（毎日放送、1976年）、『ドタンバのマナー』（フジテレビ、1984年）に次ぐものであった。
因みにOP映像では、実写とアニメとが併用されている。

### 登場人物
- 佐和子 - 鷹森淑乃
- 結城 - 堀内賢雄
- 幸枝 - 松井菜桜子
- 津川 - 大塚芳忠(ナレーターも兼任)
- 戸田 - 沢木郁也
- 美川 - 山口健
- 権藤 - 広瀬正志
- 船岡 - 石森達幸
- 上田 - 松本保典
- 伊達 - 北島淳司
- アンマリー - 佐久間レイ　ほか

### スタッフ
- 企画：西野聖市（ナック）
- 原作：石ノ森章太郎
- 原案監修：足立和之、内田勝晴
- シリーズ構成：山田隆司
- 総作画監督：増田信博
- 美術監督：長尾仁
- シリーズディレクター：川田武範
- プロデューサー：中村経臣（テレビ東京）、久岡敬史（ナック）
- キャスティング協力：アーツビジョン
- 色彩設定：松本真司
- 音響監督：本田保則
- 実写監督：斉藤明子
- 録音：太田克己
- 効果：片岡陽三
- 撮影：金子仁、倉田佳美（東京アニメーションフィルム）
- 編集：木田伴子
- タイトル：マキ・プロ
- スタジオ：映広音響
- 現像：東京現像所
- 製作担当：長谷川稔、野間琢也、西野範子
- 制作デスク：本間田津江
- 製作協力：石森プロ、IVSテレビ制作、ナック映画
- 製作：テレビ東京、KnacK

### 主題歌
オープニングテーマ - 『MANY THANKS ～心のままに～』
エンディングテーマ - 『SWEET SOUL MUSIC』
歌 - 当山ひとみ / 作詞 - 白峰美津子 / 作曲 - Pam Roswell / 編曲 - 林有三
主題歌のCDは、日本コロムビアより発売された。

### 放送リスト
| 話数 | サブタイトル         | 脚本     | 絵コンテ | 演出     | 作画監督   | 放送日          |
| ---- | -------------------- | -------- | -------- | -------- | ---------- | --------------- |
| 1    | 日米貿易摩擦         | 山田隆司 | 川田武範 | 川田武範 | 増田信博   | 1987年 10月13日 |
| 2    | 為替ゲーム           | 山田隆司 | 落合正宗 | 落合正宗 | 紫すみれ   | 10月20日        |
| 3    | 金融の国際化         | 山田隆司 | 鈴本道夫 | 鈴本道夫 | 三浦清継   | 10月27日        |
| 4    | 株式・新人類相場     | 雪室俊一 | 川田武範 | 山崎友正 | 花輪弘昌   | 11月3日         |
| 5    | 産業の空洞化         | 丸尾みほ | 浅田裕二 | 浅田裕二 | 増田信博   | 11月10日        |
| 6    | 金融の再編成         | 松岡清治 | 木暮輝夫 | 木暮輝夫 | 木暮輝夫   | 11月17日        |
| 7    | 石油の衝撃           | 深見弘   | 秦義人   | 内藤賢二 | 村上勉     | 11月24日        |
| 8    | ハイテク摩擦         | 山田隆司 | 前園文夫 | 山崎友正 | 花輪弘昌   | 12月1日         |
| 9    | 日米自動車戦争       | 雪室俊一 | 鈴本道夫 | 鈴本道夫 | 三浦清継   | 12月8日         |
| 10   | 赤字国債の落し穴     | 松岡清治 | 浅田裕二 | 浅田裕二 | 増田信博   | 12月15日        |
| 11   | 太陽活動と景気       | 深見弘   | 木暮輝夫 | 木暮輝夫 | 木暮輝夫   | 12月22日        |
| 12   | コメの自由化         | 丸尾みほ | 山崎勝彦 | 熊坂礼次 | 山崎勝彦   | 12月29日        |
| 13   | 土地経済の破綻       | 山田隆司 | 川田武範 | 川田武範 | 増田信博   | 1988年 1月5日   |
| 14   | 経済と安全保障       | 雪室俊一 | 落合正宗 | 落合正宗 | 落合正宗   | 1月12日         |
| 15   | 医療ビジネス最前線   | 松岡清治 | 木暮輝夫 | 木暮輝夫 | 木暮輝夫   | 1月19日         |
| 16   | 変わる消費者         | 丸尾みほ | 浅田裕二 | 浅田裕二 | 増田信博   | 1月26日         |
| 17   | ソフト化時代の進展   | 雪室俊一 | 鈴本道夫 | 鈴本道夫 | 三浦清継   | 2月2日          |
| 18   | 超電導開発競争       | 深見弘   | 大関雅幸 | 大関雅幸 | 忌元護     | 2月9日          |
| 19   | 崩壊する雇用システム | 山田隆司 | 木暮輝夫 | 木暮輝夫 | 木暮輝夫   | 2月16日         |
| 20   | 防衛産業の光と影     | 丸尾みほ | 落合正宗 | 落合正宗 | 落合正宗   | 2月23日         |
| 21   | 企業買収             | 雪室俊一 | 鈴本道夫 | 奥井裕   | 三浦清継   | 3月1日          |
| 22   | アジアの経済         | 山田隆司 | 浅田裕二 | 浅田裕二 | 増田信博   | 3月8日          |
| 23   | 節税ビジネス         | 深見弘   | 木暮輝夫 | 木暮輝夫 | 木暮輝夫   | 3月15日         |
| 24   | 種子戦争             | 山田隆司 | 大関雅幸 | 大関雅幸 | 佐久間信計 | 3月22日         |
| 25   | 商社情報戦争の砦     | 雪室俊一 | 浅田裕二 | 浅田裕二 | 増田信博   | 3月29日         |

### 放送局
- テレビ東京（制作局） :火曜 22:00 - 22:30
- テレビ愛知 :火曜 22:00 - 22:30
- テレビ大阪 :火曜 22:00 - 22:30
- テレビせとうち :火曜 22:00 - 22:30
- 富山テレビ：金曜 11:00 - 11:30（本放送終了後の1988年4月1日から放送[6]）